# Zivil-Verdienst-Medaille für 1815 (Braunschweig)
Die Zivil-Verdienst-Medaille für 1815 wurde 1827 von Herzog Carl II. von Braunschweig gestiftet.
Die silberne Medaille zeigt auf der Vorderseite den nach links gewandten Kopf des Stifters. Umlaufend die Inschrift CARL HERZOG ZU BRAUNSCHWEIG. Auf der Rückseite stehen die Worte FÜR CIVIL VERDIENSTE 1815 umschlossen von zwei unten mit einer Schleife zusammengebundenen Lorbeerzweigen.